# Henry Johansen
Henry Johansen (Christiania, 21 de juliol de 1904 - Oslo, 29 de maig de 1988) fou un futbolista noruec de la dècada de 1930.
Fou jugador del Vålerenga entre 1923 i 1946. Disputà 48 partits amb la selecció de futbol de Noruega, amb la qual guanyà la medalla de bronze als Jocs Olímpics de 1936 i participà en el Mundial de 1938. Entrenà el Vålerenga dos cops; el 1944, i el 1949. També destacà en salt d'esquí, i se li atorgà el premi Egebergs Ærespris el 1938.